# Gerhard Borkenhagen
Gerhard Borkenhagen (* 15. November 1933) war ein Berliner Fußballspieler. In den 1950er-Jahren spielte er für die Vorgänger des 1. FC Union Berlin SC Motor Berlin und TSC Oberschöneweide.

## Sportliche Laufbahn
Am Beginn der Fußballkarriere von Gerhard Borkenhagen stand die Ost-Berliner Betriebssportgemeinschaft (BSG) Motor Oberspree. Nachdem er ein Medizinstudium aufgenommen hatte, schloss sich Borkenhagen 1954 der Hochschulsportgemeinschaft Wissenschaft Humboldt-Universität an.
Zur Rückrunde der Saison 1954/55 wechselte Borkenhagen zum SC Motor Berlin in die zweitklassige DDR-Liga. Dort bestritt er als rechter Läufer die letzten drei Punktspiele. Am Saisonende musste Borkenhagen mit dem SC Motor in die II. DDR-Liga absteigen.
In der drittklassigen II. DDR-Liga spielte Borkenhagen anschließend bis 1962. In den sechs Spielzeiten gehörte er bis 1959 zum Stammpersonal des SC Motor Berlin (1957 in TSC Oberschöneweide umbenannt). Bis auf die Spielzeit 1957 (Kalenderjahr-Saison) wurde er als zentraler Abwehrspieler eingesetzt. 1956 versuchte es Trainer Karl Krüger mit Borkenhagen als Stürmer, der aber in den beiden Spielen schlechte Kritiken erhielt. 1957 war Borkenhagen als Mittelfeldspieler gesetzt. Im Frühjahr 1960 verhinderten Examensarbeiten und Krankheit seine sportlichen Aktivitäten, sodass er in der Hinrunde nur noch einmal für den TSC antreten konnte. In der Rückrunde spielte Borkenhagen für die SG Lichtenberg 47 ebenfalls in der II. DDR-Liga, wurde aber auch in der fünftklassigen 2. Mannschaft eingesetzt. Mit der 2. Mannschaft wurde er Bezirkspokalsieger, wobei er beim 6:2-Endspielsieg über Lok Schöneweide im Finale drei Tore erzielte. Bei den Berlin-Lichtenbergern bestritt Borkenhagen auch seine letzte Fußballsaison. 1961/62 (Rückkehr zum Frühjahr-Sommer-Spielrhythmus) wurde er bis zum März 1962 hauptsächlich wieder in der 1. Mannschaft als Abwehrspieler aufgeboten.

## Berufliche Laufbahn
Bis 1960 studierte Gerhard Borkenhagen Medizin an der Ost-Berliner Humboldtuniversität. Anschließend promovierte er und arbeitete später als Gynäkologe im Oskar-Ziethen-Krankenhaus Lichtenberg.